# Ascalobyas albistigma
Ascalobyas albistigma is een insect uit de familie van de vlinderhaften (Ascalaphidae), die tot de orde netvleugeligen (Neuroptera) behoort. 
Ascalobyas albistigma is voor het eerst wetenschappelijk beschreven door Walker in 1853.